# Paradosso della temperatura
Il paradosso della temperatura, noto anche come paradosso di Partee,  è un problema di semantica formale e di logica filosofica formulato da Barbara Partee. L'argomento, che sarebbe valido secondo alcune formalizzazioni, è il seguente:
1. Premessa (1): La temperatura è in aumento.
2. Premessa (2): La temperatura è novanta gradi.
3. Conclusione: Pertanto, i novanta gradi sono in aumento.

La conclusione è errata.
Il paradosso tratta l'affermazione "la temperatura è in aumento" come un'identità fra i termini "temperatura" e "in aumento". Quindi, applica la proprietà transitiva della logica formale: se A è equivalente a B e A è equivalente a C, allora B è equivalente a C. 
Per prevedere correttamente l'invalidità di questo argomento, si deve prendere in considerazione il fatto che la prima premessa fa un'affermazione su come la temperatura cambia nel tempo, mentre la seconda fa un'affermazione sulla temperatura in un determinato momento. In altre parole, è vero che "la temperatura è novanta gradi adesso": l'avverbio di tempo impedisce di inferire la conclusione. 
Inoltre, la prima premessa non afferma un'identità, bensì che la temperatura è uno dei molteplici enti che sono "in aumento", laddove gli altri enti in crescita non sono ulteriormente specificati.
Richard Montague assunse il paradosso a prova del fatto che i nominali denotano concetti individuali, definiti come funzioni di una coppia (tempo, mondo possibile), relativa ad un individuo.